# Thomecola quadrispina
Thomecola quadrispina is een hooiwagen uit de familie Assamiidae.